# Echopraxie
Echopraxie is een term uit de psychiatrie die verwijst naar het onwillekeurig nadoen of herhalen van bewegingen die men bij een ander waarneemt. Het woord is afkomstig van de Griekse naam Echo en het Griekse woord praxis (handeling, actie).
Soms is het verschijnsel als zelfstandige tic te beschouwen, maar vaak is het een symptoom van psychische aandoeningen als het syndroom van Gilles de la Tourette en schizofrenie, met name catatone schizofrenie. Soms wordt echopraxie ook waargenomen bij aandoeningen als klinische depressie en autisme.
Het automatisme van echopraxie is soms erg sterk; in bepaalde gevallen blijft een persoon handelingen nadoen als een ander er op wijst en vraagt ermee te stoppen.
Kan ook voorkomen als het gevolg van een stoornis in de cortex praefrontalis van de hersenen (neurologisch).